# Herman Spöring den yngre
Herman Dietrich Spöring den yngre, född 1733 i Åbo i Finland, död 25 januari 1771 ombord på det engelska skeppet HMS Endeavour på färden mellan Java och Godahoppsudden, var en finsk naturforskare, upptäcktsresande och tecknare. Han deltog i James Cooks första forskningsresa och blev på så sätt den första finländaren som besökte Nya Zeeland och Australien.

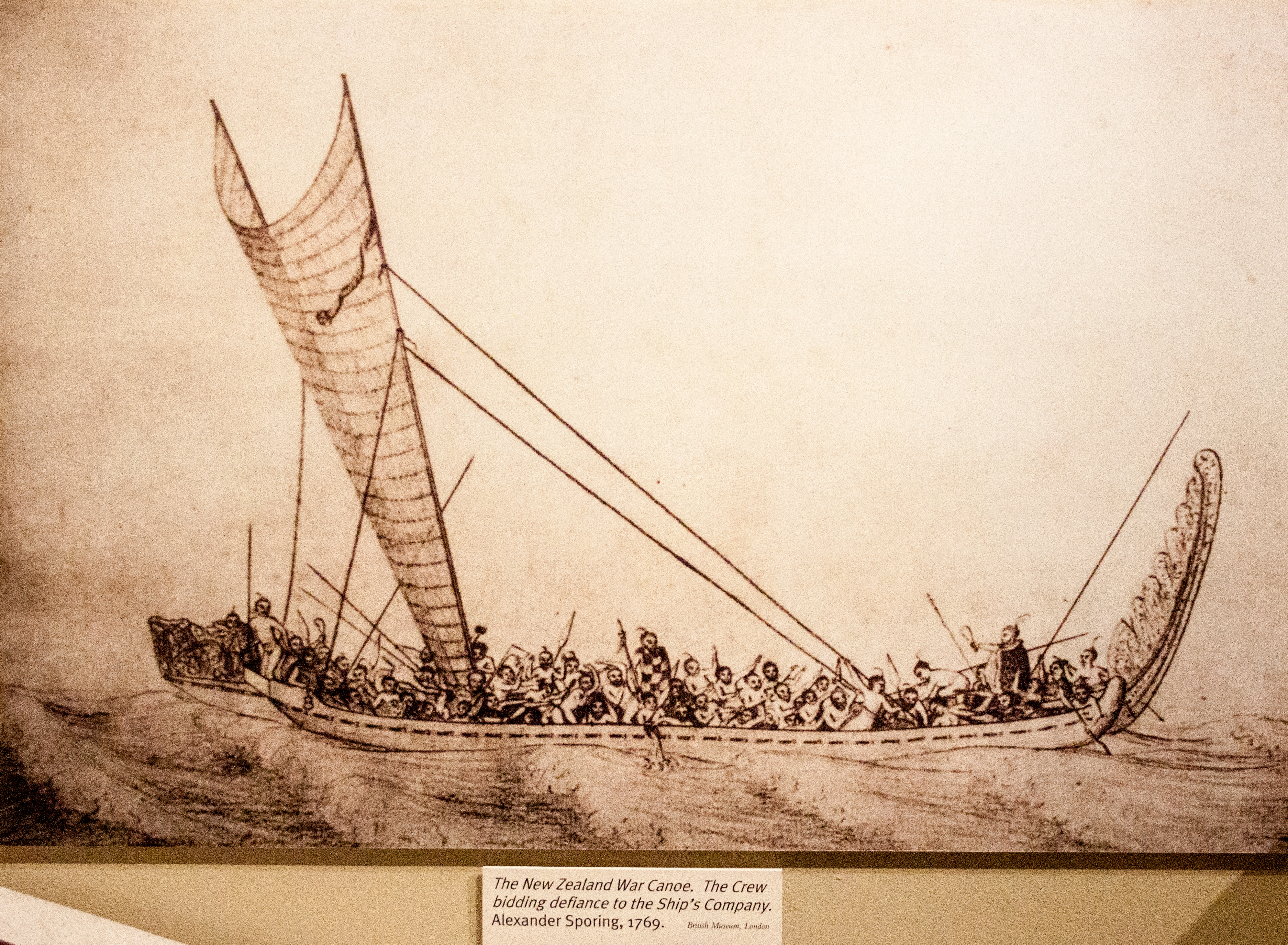
Teckning av Spöring

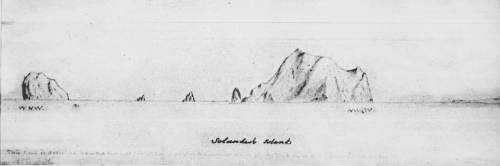
Solanderöarna, teckning av Spöring

## Biografi
Herman Spöring den yngre var son till Herman Spöring och Hedvig Ulrica Meurman. Man vet genom Åbos akademis studentmatrikel att han blev student vid Kungliga Akademien i Åbo 1744 och att han i Stockholm övade sig i kirurgin 1753. Daniel Solander uppger i ett brev till Linné från 1768 att Spöring själv berättat att han gick till sjöss från Sverige 1755 och att han under elva år varit bosatt i London och arbetat som urmakare. Därefter omnämns han först 1768 i officiella handlingar då han dyker upp i London i sällskap med Joseph Banks och Solander såsom assistant naturalist och sekreterare.

## HMS Endeavour

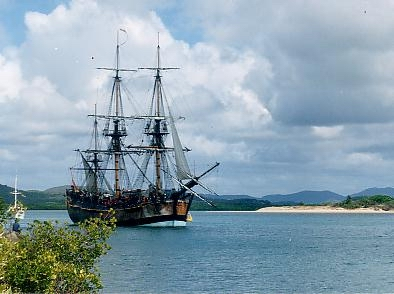
Rekonstruktion av HMS Endeavour

När James Cook år 1768 begav sig på sin första forskningsresa på HMS Endeavour, deltog även en noggrant utvald grupp forskare. En av dessa var Daniel Solander. På så sätt fick även Spöring en möjlighet att delta i Cooks forskningsresa, där Solander ansåg sig behöva sin sekreterare och tecknare också under resan. Under resan hjälpte Spöring Solander med naturvetenskapliga forskningsuppgifter. Han var en skicklig tecknare, så på hans ansvar låg bland annat forskningsresans vetenskapliga dokumentation. Han var en av expeditionens tre tecknare vilka alla kom att avlida under färden. Hans urmakarkunskaper fick Spöring också användning för, när han blev tvungen att reparera mätinstrument som medförts på resan. Spöring besökte med Cooks forskningsgrupp bland annat Tahiti, Nya Zeeland och Australien. Från världsomseglingen finns ett flertal av Spörings arbeten bevarade vid British Museum i London. Dess naturhistoriska avdelning har i sitt zoologiska bibliotek tre bundna volymer med originalteckningar samt skisser av insamlade djur och sju osignerade pennteckningar av fiskar som av Jonas Dryander tillskrivs Spöring. Museets manuskriptavdelning har ett par volymer med tecknade kustprofiler från Nya Zeeland samt minst ett 20-tal osignerade teckningar med landskap och etnografiska föremål från Tahiti och Nya Zeeland som med säkerhet kan tillskrivas Spöring. På återresan insjuknade Spöring i rödsot och dog ombord på fartyget 25 januari 1771. Han begravdes i Indiska oceanen.